# Thomas Bailey Aldrich

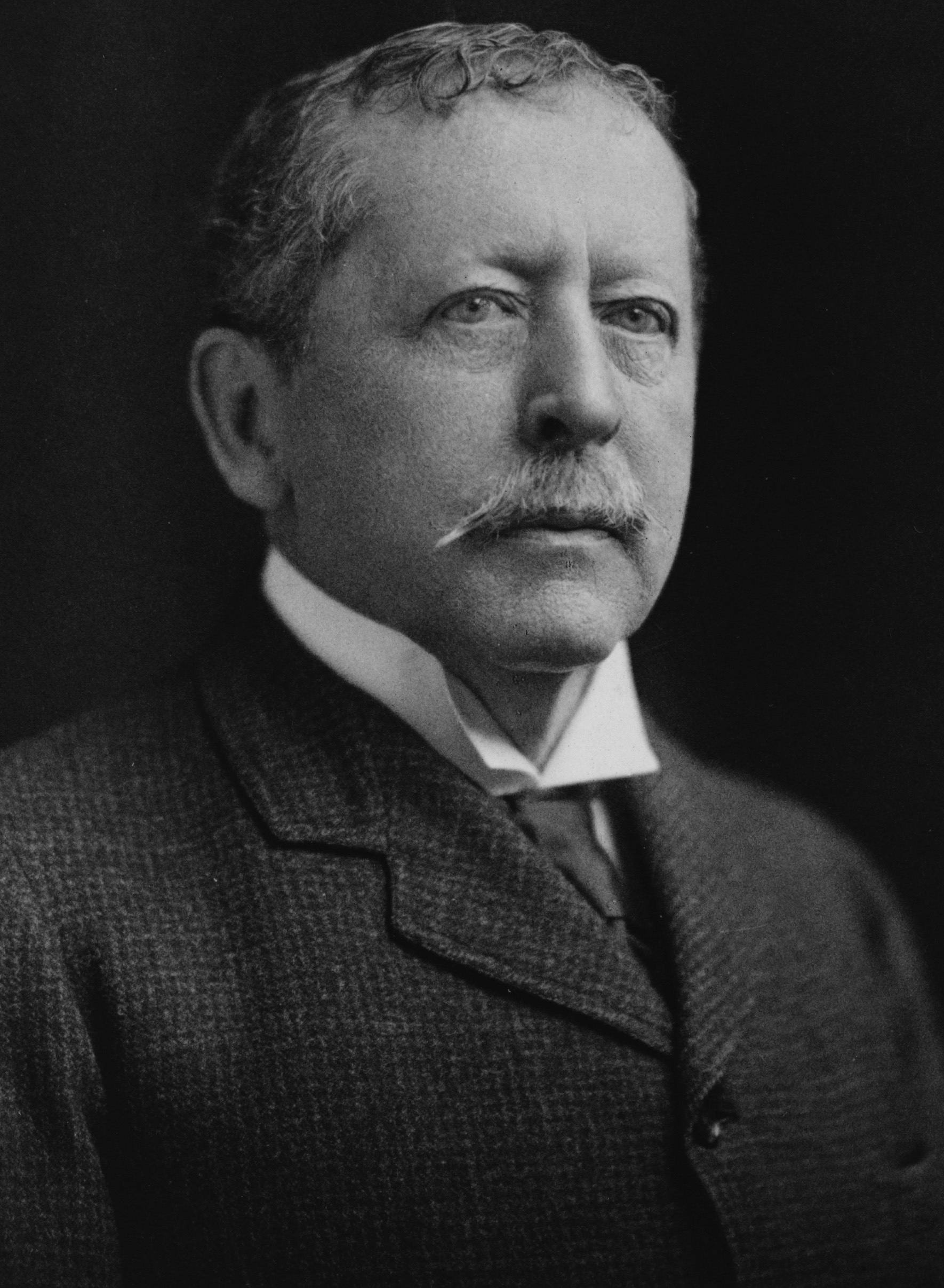
Thomas Bailey Aldrich

Thomas Bailey Aldrich (* 11. November 1836 in Portsmouth, New Hampshire; † 19. März 1907 in Boston, Massachusetts) war ein US-amerikanischer Schriftsteller, Dichter und Herausgeber.

## Leben

### Berufliche Laufbahn
Aldrich wuchs zunächst einige Jahre in New Orleans auf, ehe er nach zehn Jahren in seine Geburtsstadt zurückkehrte, um sich auf den Besuch eines College vorzubereiten. Der Tod seines Vaters 1852 führte jedoch dazu, dass er den Plan des Besuchs eines College aufgab und stattdessen in einem Geschäftsbetrieb in New York City arbeitete. Bald darauf verfasste er als ständiger Mitarbeiter Artikel für Zeitungen und Zeitschriften und wurde auch ein enger Freund zahlreicher junger Dichter, Künstler und Denker der Bohème der Großstadt der 1860er Jahre wie Edmund Clarence Stedman, Richard Henry Stoddard, Bayard Taylor und Walt Whitman.
Zwischen 1856 und 1859 war er Mitarbeiter des von Nathaniel Parker Willis herausgegebenen Home Journal, ehe er während des Sezessionskrieges Herausgeber der New York Illustrated News war.
1865 zog er nach Boston und war für den damals bedeutenden Verlag Ticknor und Fields bis 1875 Herausgeber der eklektizistischen Wochenschrift Every Saturday. Später war er zwischen 1881 und 1890 Herausgeber des bekannten Magazins The Atlantic Monthly sowie Literaturkritiker von The New York Evening Mirror. Seit 1898 war er Mitglied der American Academy of Arts and Letters.

### Schriftstellerische Laufbahn

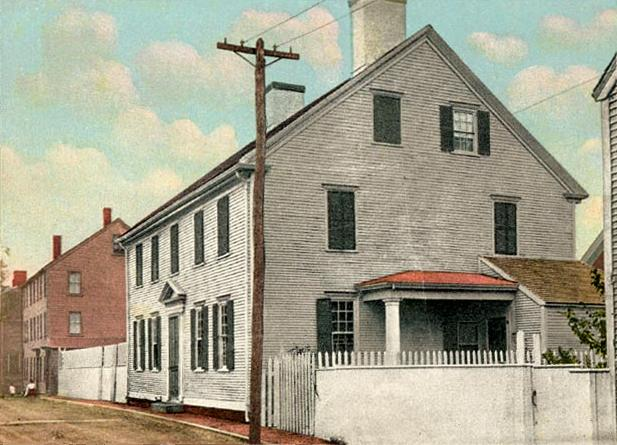
Das Thomas Bailey Aldrich House in Portsmouth auf einer historischen Postkarte von 1910

Neben seiner beruflichen Laufbahn begann Aldrich bereits frühzeitig seine schriftstellerische Tätigkeit. 1855 gab er sein literarisches Debüt mit der Anthologie The Bells, der mit The Ballad of Baby Bell (1856), Pampinea, and other Poems (1861), Judith and Holofernes (1862) und Friar Jerome's Beautiful Book (1862) weitere Gedichtbände folgte. 1865 erschienen darüber hinaus erstmals seine gesammelten Werke.
Weite Bekanntheit erzielte 1870 mit The Story of a Bad Boy. In diesem autobiografischen Roman beschrieb er die ersten Jahre seines Lebens, in dem „Tom Bailey“, der jugendliche Held des Buchs in der in „Rivermouth“ umbenannten Stadt Portsmouth lebte.
Nach einer Sammlung von Kurzgeschichten mit dem Titel Marjorie Daw and Other People (1873) folgte mit Cloth of Gold (1874) und Flower and Thorn (1876) weitere Gedichtbände sowie 1882 eine erneute Sammlung seiner Werke. Mit Mercedes and Later Lyrics (1883) und Wyndham Towers (1889) veröffentlichte er zwei weitere Anthologien sowie 1897 and 1900 zwei weitere Bände mit gesammelten Werken.
In seinen lyrischen Werken zeigte sich seine dichterische Begabung von anmutigen Gefühlen und glücklicher Einbildung. Dabei versuchte er sich oftmals ohne größeren Erfolg an erzählenden, dramatischen Gedichten wie in seinem Frühwerk Garnaut Hall. Wenige andere Dichter hatten allerdings die Begabung einzelne Bilder, Stimmungen, Eitelkeiten oder Vorfälle so wie er zu beschreiben. Zu seinen wichtigsten Gedichten zählen "Hesperides", "When the Sultan goes to Ispahan", "Before the Rain", "Nameless Pain", "The Tragedy", "Seadrift", "Tiger Lilies", "The One White Rose", "Palabras Carinosas", "Destiny" oder das achtzeilige Gedicht "Identity", welches mehr als alle anderen Werke nach "Baby Bell" zu seinem Ruf beitrug.
In der Marjorie Daw and Other People genannten Sammlung von Kurzgeschichten wandte er auch in seinem prosaischen Werk die Genauigkeit der Zusammensetzung an, die bereits seine Verse prägten, in dem er eine nahe, neue oder hervorstechende Situation auswählte und diesem dem Leser in einer angenehmen Kombination von freundlichem Realismus und zurückhaltendem Humor vortrug.
Zu seinen weiteren Werken gehören die Romane Prudence Palfrey (1874), The Queen of Sheba (1877) und The Stillwater Tragedy (1880, deutscher Titel "Die Tragödie von Stillwater"), die alle von einer rascheren Handlungsfolge geprägt waren. Die Bilder seiner fiktiven Geburtsstadt Rivermouth erschienen dabei teilweise ebenso wie in der kürzeren humoristischen Erzählung A Rivermouth Romance (1877) wie auch in An Old Town by the Sea (1893), während Reiseberichte das Thema von From Ponkapog to Pesth waren.
In Ponkapog Papers (1904) finden sich Textentwürfe, darunter folgender:
Imagine all human beings swept off the face of the earth, excepting one man. Imagine this man in some vast city, New York or London. Imagine him on the third or fourth day of his solitude sitting in a house and hearing a ring at the door-bell!
Diese Kürzestgeschichte wurde bekannt, weil sie in abgeänderter Form 1940 von Jorge Luis Borges unter dem Titel Sola y su alma in Antología de la Literatura Fantástica veröffentlicht und 1948 von Fredric Brown als Bestandteil von Knock verwendet wurde.
In Aldrichs Geburtsstadt Portsmouth befindet sich ein Literaturmuseum.